# Aleuroclava ficicola
Aleuroclava ficicola là một loài côn trùng cánh nửa trong họ Aleyrodidae, phân họ Aleyrodinae.
Aleuroclava ficicola được Takahashi miêu tả khoa học đầu tiên năm 1932.